# Vétála
Vétálové (Sanskrt: वेताल) jsou v hinduismu démoni kteří posedávají lidské mrtvoly. Obývají hřbitovy a šmašany - žároviště, živí se lidským masem a krví, jsou odporní na pohled a vydávají strašlivé kvílení. Podobají se jim bhútové – přízraky, pramathové – duchové spříznění se Šivou, démoničtí pišačové a prétové – duše nešťastných zemřelých.
Vétalové se často objevují ve staroindické „horrorové“ literatuře v kterých si jej člověk podrobí. Jedním ze způsobů získání tohoto démona do svých služeb mělo být návštěva hřbitova a půlnoci a vyvolání lidského masa na prodej. Poté, co byl vétála takto přilákán měl mu člověk nabídnout maso uřezeváné po kouskách z vlastních těla, načež démon rány zacelil a stal se služebníkem dotyčného, kterého může například nosit na svých zádech vzduchem. O ovládnutí vétály vypráví i jedna z povídek Sómadévova Oceánu příběhů a v díle o králi Vikramáditjovi Vétálových pětadvacet vyprávění.